# Kingston Technology
Kingston Corporation je soukromá americká společnost, vyrábějící počítačové periférie. Tato společnost je zaměřena především na výrobu paměťových modulů nebo zařízení pro ukládání dat (USB flash disky nebo SSD disky). Hlavní sídlo má v kalifornském Fountain Valley a zaměstnává více než 4000 zaměstnanců po celém světě. Společnost má výrobní a logistické zázemí ve Spojených státech, Velké Británii, Irsku, na Tchaj-wanu a pevninské Číně. Je to největší nezávislý výrobce paměťových modulů DRAM, v současné době vlastní 46% celosvětový podíl na trhu DRAM modulů. Kingston je pravděpodobně druhým největším dodavatelem flash pamětí. V roce 2010 společnost dosáhla obratu 6,5 miliard dolarů. Časopis Forbes umístil tuto společnost na 48. pozici v žebříčku mezi 500. největšími soukromými společnostmi. Kingston nabízí mezinárodní sítě distributorů, prodejců, na šesti kontinentech. Všechny vyráběné paměťové moduly společnosti splňují standard JEDEC.

## Historie
Kingston Corporation byla založena 17. října 1987 v reakci na vážný nedostatek paměťových čipů na high-tech trhu v roce 1980. Tuto nastalou situaci se rozhodli řešit tchajwanští přistěhovalci John Tu a David Sun, kteří měli dostatek odborných znalostí a zkušeností s návrhem paměťových modulů. V roce 1989 se Kingston odlišuje od svých konkurentů s testováním na 100 procent, což vedlo k zabezpečování jakosti a zajištění vedoucí pozice na trhu. V následujícím roce firma diverzifikovala své produktové portfolio. V roce 1992 byl Kingston zařazen jako nejrychleji rostoucí soukromá společnost v Americe. Společnost expandovala i do oblasti ukládání dat na paměťová média a v produktové řadě se objevily i úložná zařízení DataTraveler a DataPak. V září 1994 se společnost Kingston stala držitelem certifikátu kvality ISO 9000.

## Produkty
- Počítače – operační paměti RAM a úložná zařízení typu SSD
- Digitální přehrávače hudby – paměťová média typu Mini-Secure Digital, Micro-Secure Digital, MMC
- Mobilní telefony – paměťová média typu Mini-Secure Digital, Micro-Secure Digital, MMC
- Flash paměti – Secure Digital, CompactFlash, USB Flash disky, SSD disky
- Gamer – pro hráče jsou tu paměťové moduly ze série HyperX
- Tiskárna – paměťové moduly pro tiskárny od výrobců HP, Lexmark a jiné..
- Server – paměti splňující specifické nároky předních výrobců
- Úložné zařízení – zahrnuje bezdrátové čtečky karet

## Galerie

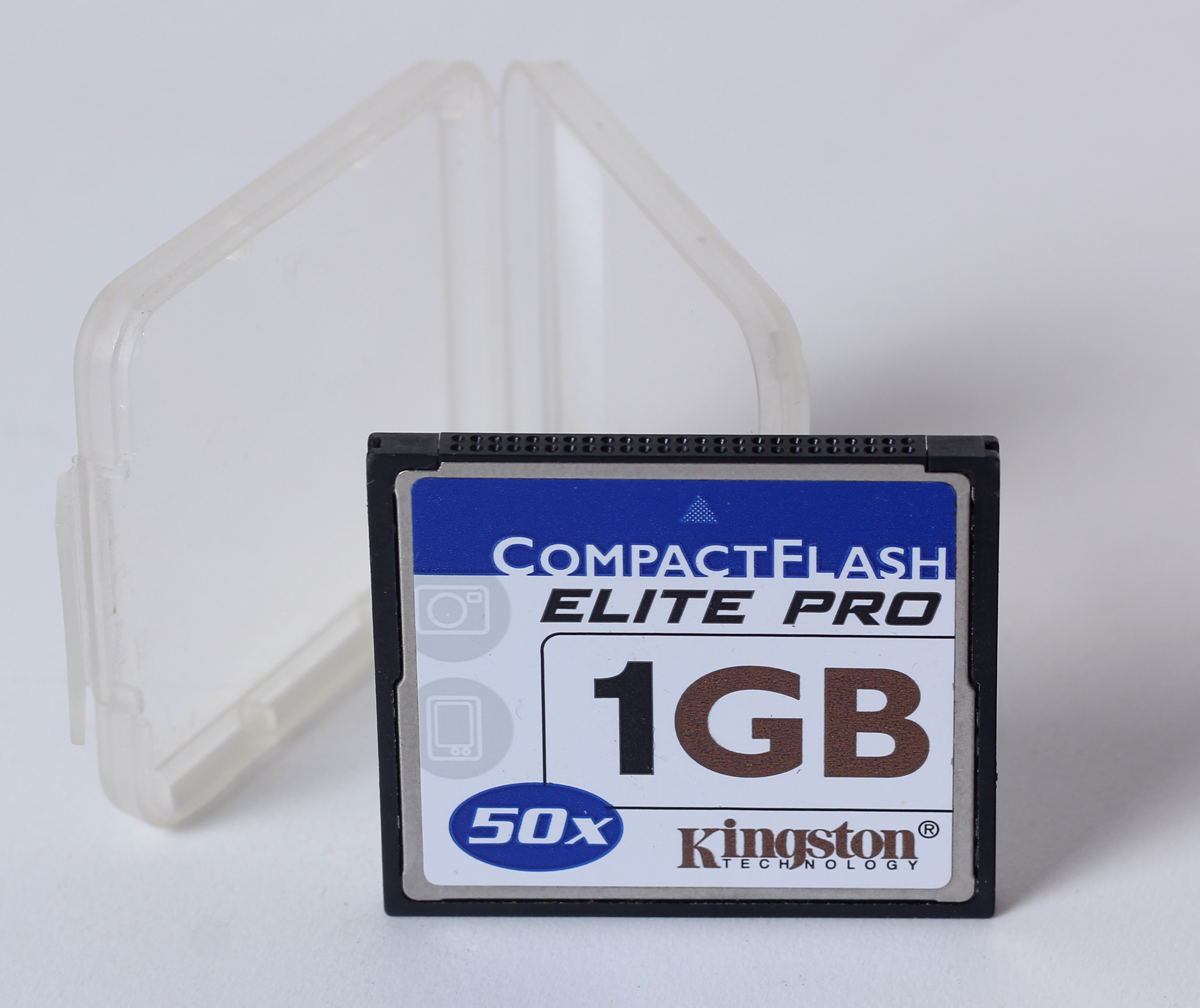
Kingston paměťová karta typu CompactFlash
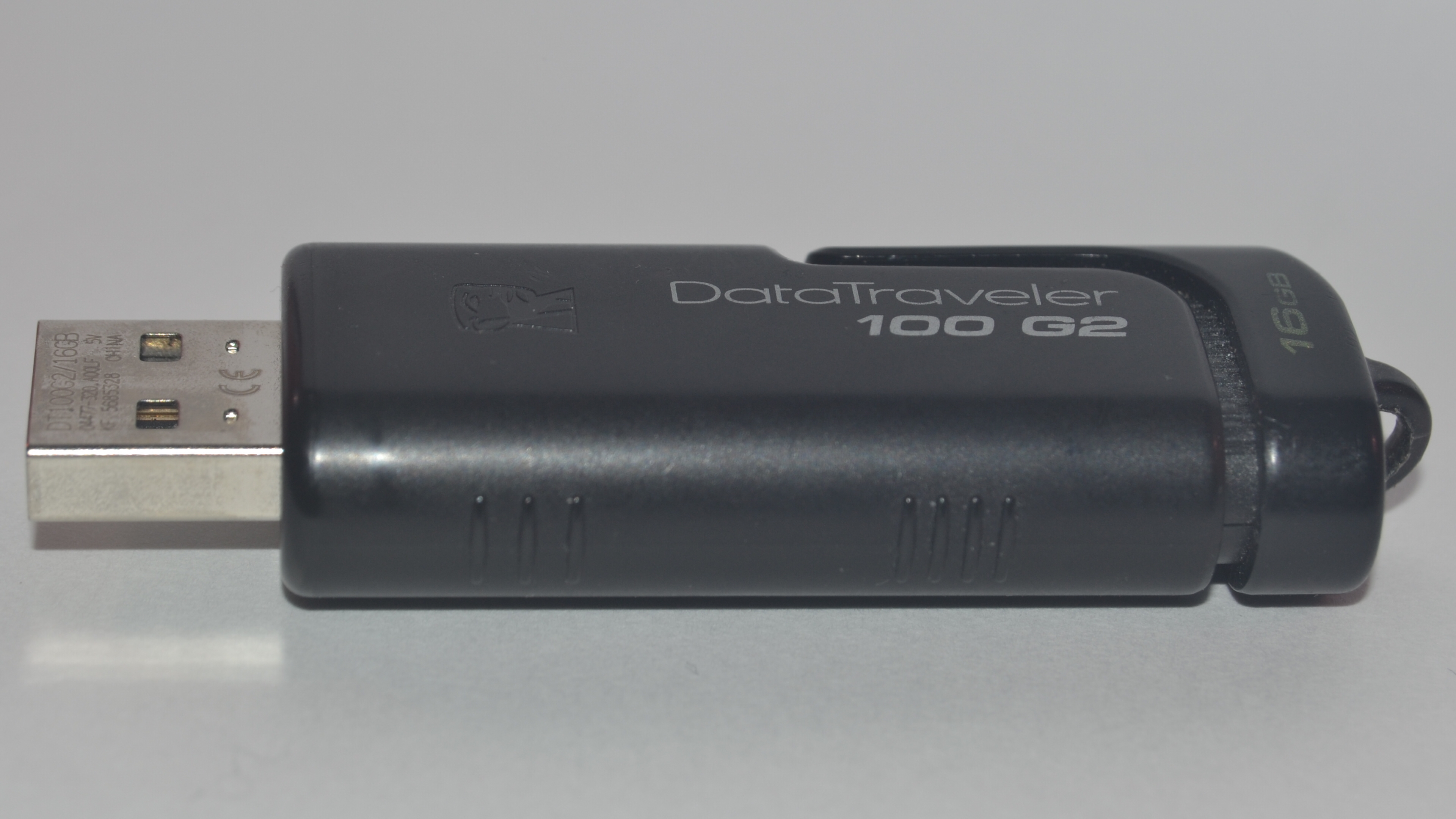
USB flash disk Kingston
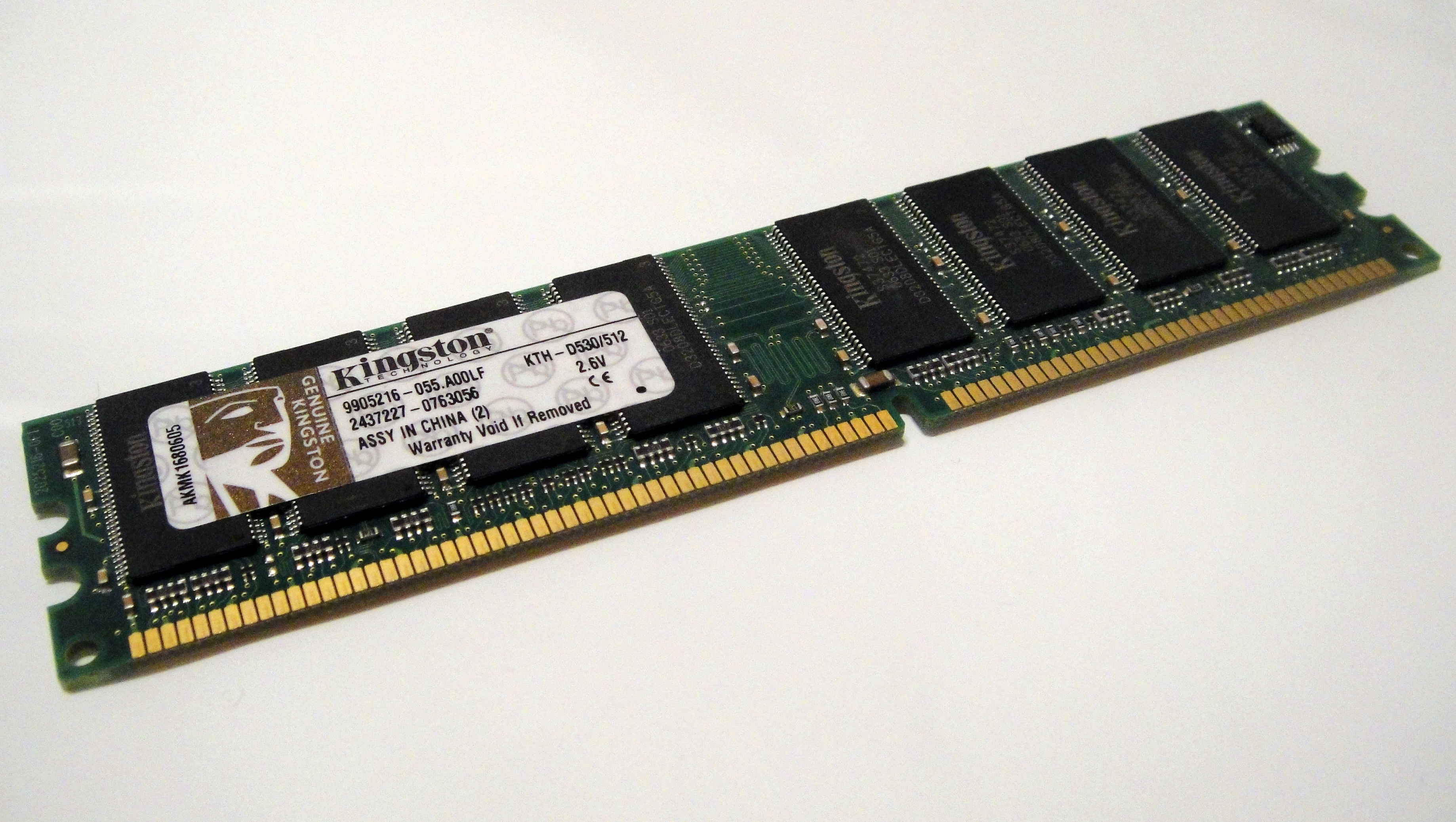
operační paměť (RAM) Kingston